# La Estrella, Guerrero
La Estrella är en ort i Mexiko.   Den ligger i kommunen Tecoanapa och delstaten Guerrero, i den södra delen av landet, 260 km söder om huvudstaden Mexico City. La Estrella ligger 473 meter över havet och antalet invånare är 414.
Terrängen runt La Estrella är kuperad. Runt La Estrella är det ganska tätbefolkat, med 52 invånare per kvadratkilometer. Närmaste större samhälle är Tierra Colorada, 19,9 km nordväst om La Estrella. Omgivningarna runt La Estrella är en mosaik av jordbruksmark och naturlig växtlighet.